# Italienske og franske musikudtryk
Nedenfor følger en række hyppigt forekommende italienske og franske musikudtryk m.m.

## A
- A bene placito – (It.) Efter forgodtbefindende; Sædvanligvis noget langsommere.
- A cappella – (It.) I kapelstil. Flerstemmig korsang uden instrumentel ledsagelse.
- A capriccio – Lunefuldt; let og spøgende.
- A deux mains – Betegner, at der skal spilles tohændigt.
- A tempo – Stykkets oprindelige hovedtempo genoptages; tilbagevenden til tidligere tempo. Bruges efter et stykke, der er rubato.
- Abbandonatamente – (It.) Henført, inderligt. Med passioneret hengivenhed.
- Abbassamento – nedadgående taktslag; nederste hånd ved krydsning af hænderne i klaverspil
- Accelerando (accel.) – (It.) Tiltagende i hurtighed, ilende; stadigt hurtigere.
- Ad libitum (ad lib.) – Efter behag / gentages frit.
- Adagietto – Temmelig langsomt.
- Adagio – (It.) Langsomt.
- Adirato – (It.) Heftigt.
- Affettuoso – Med lidenskabeligt udtryk.
- Affrettando – (It.) Hastigt.
- Agevole – (It.) Let. Med lethed i fremførelsen.
- Agitato – Uroligt; heftigt; bevæget.
- Al – Til.
- Al segno – Til tegnet. Stykket gentages, indtil man når et særlig fremhævet tegn.
- All'ottava – Noderne spilles en oktav højere eller dybere end noteret, alt efter som betegnelsen står over eller under vedkommende nodesystem.
- Alla marcia – March-agtigt; I march-takt.
- Alla breve – (It.) Taktangivelse, angivet med et symbol med en afbrækket cirkel med en lodret streg igennem: Svarende til 2/2 eller "to halve".
- Allargando – Mere bredt.
- Allegretto – Mindre hurtigt end Allegro.
- Allegro moderato – (It.) Jævnt hurtigt.
- Allegro – Hurtigt.
- Allentando – aftagende i hurtighed
- Amabile – (It.) Elskværdigt; kærligt; blidt.
- Amore (con a.) – Med Hengivelse; med ømhed.
- Amoroso – (It.) Hjerteligt, følt, inderligt.
- Andante – (It.) Tempo imellem adagio og allegro (gående; jævnt).
- Andantino – (It.)Lidt hurtigere end andante, men langsommere end Allegretto.
- Animato – Med sjæl; med følelse, (besjælet; bevæget).
- Animoso – (It.) Fyrigt. Modigt.
- Appassionato – (It.) Lidenskabeligt.
- Arioso – Syngende.
- Ardente – Brændende, fyrigt.
- Arpeggio (arp.) – Brudt tonerække, efterlignende greb i harpen.
- Assai – Meget.
- Assaï – Meget; forstærket tempo.
- Assoluto – Ubunden; frit.
- Attacca – Videre uden afbrydelse eller pause.

## B
- Ballade – I klavermusikken en komposition af eventyrlig, romantisk karakter.
- Barcarole – Gondolsang. (en arbejdssang)
- Bene – Godt.
- Berceuse – Vuggesang eller komposition af lignende karakter.
- Bis – Gentages, så der spilles to gange i alt.
- Brillante – Glimrende.
- Brio (con b.) – Med liv; livligt.

## C
- Cadence – March-hastighed, toneslutning.
- Calando – Aftagende i styrke og tempo.
- Calmato – Roligt.
- Calore (con c.) – Med varmt udtryk.
- Cantabile, Cantando – Syngende; sangbart.
- Cantilene – Lille, melodiøst musikstykke, der fordrer udpræget cantabilt foredrag.
- Cappriccioso – Lunefuldt.
- Coda – Selvstændig afslutning af en sats.
- Coll'arco – Med buen.
- Col legno – Med bagsiden af buen.
- Con brio – Ildfuldt, livligt.
- Con calore – Med varme.
- Con mano destra – Med højre hånd.
- Con mano sinistra – Med venstre hånd.
- Come – Ligesom.
- Commodo, Comodamente – Bekvem; magelig.
- Con – Med.
- Corda – Streng (på instrument). Una corda betyder, at piano-pedalen bringes i anvendelse.
- Crescendo (cresc.) – Tiltagende i styrke; med stigende styrke.

## D
- Da – Fra.
- Da capo (D. C.) – Stykket gentages forfra.
- Dal segno – Gentages fra tegnet. Som tegn bruges ofte phi eller et dekoreret X over nodesystemet.
- Decrescendo (decresc.) – Aftagende i styrke.
- Delicato – Smagfuldt; blidt.
- Diminuendo (dim.) = Decrescendo, aftagende i styrke.
- Divertimento; Divertissement (fransk), Potpourri – Underholdende sammenarbejdelse af lettere musik.
- Dolce – Blødt; blidt.
- Dolcissime – Så blidt som muligt.
- Dolore (con d.) – Med smerte; smertefuldt; bedrøvet.

## E
- Entr'acte (fransk) – Mellemakts-musik.
- Eroico – Heltemæssigt; heroisk.
- Espressivo (con espressione) – Udtryksfuldt.
- Etude (fransk) – Øvelsesstykke til udvikling af teknik og fingerfærdighed.

## F
- Facile, Facilement (fransk) – Let; uden vanskelighed.
- Feroce – Stormende; vildt lidenskabeligt.
- Festivo, Festoso – Pompøst; festligt.
- Finale – Slutningssats.
- Fine – Ende.
- Flageolet – Et let tryk på en streng på et strygeinstrument skaber en høj, fløjteagtig tone.
- Forte (f.) – Stærkt; kraftigt.
- Fortissimo (ff.) – Meget kraftigt.
- Forte fortissimo (f. ff.) – Så kraftigt som muligt.
- Fortepiano (fp.) – Kraftigt og straks derpå svagt.
- Forza (con f.) – Kraft; kraftigt.
- Fresco – Friskt; muntert.
- Funèbre, Marche f. (fransk) – Sørgeligt; sørgemarch.
- Fuoco – Fyrigt.
- Fugato – Fuga-agtigt.
- Furioso – Rasende; vildt.

## G
- Giocoso – Spøgende; muntert.
- Giusto – Tempo g. passende; tempoet afmålt efter stykkets karakter.
- Glissando – Let glidende. Udtrykket bruges om at glide fra tone til tone. Det er ret nemt på en trombone, men er svært på mange andre instrumenter.
- Grandezza – Værdighed.
- Grave – Tungt, alvorligt; langsomt tempo.
- Grazioso – Yndefuldt.

## I
- Imitando – Efterlignende.
- Impetuoso – Løssluppent; fremstormende.
- Impromptu – Improviseret musikstykke (eller skrevet i improviseret stil), der ikke bindes af reglerne for opbygning af en sats.
- Innocente – Uskyldigt; naturligt.
- Inquieto – Uroligt.
- Intermezzo – Mellemspil.
- Introduzione, Introitus – Indledning.

## K
- Kvartet – Komposition for fire, selvstændige stemmer eller instrumenter.
- Kvartol – Fire lige lange noder, der skal spilles i tre noders tid.
- Kvintet – Komposition for fem, selvstændige stemmer eller instrumenter.
- Kvintol – Fem lige lange noder, der skal spilles i fire noders tid.

## L
- Lacrimoso – Klagende.
- Lamentoso – Vemodigt; sorgfuldt.
- Languendo – Smægtende.
- Largo – Meget langsomt og bredt. (alvorsfuldt)
- Larghetto – Lidt hurtigere end Largo.
- Legato – Sammenbundet. Der spilles uden ophold mellem de enkelte toner.
- Leggiero, leggieremente – Utvungent; let; sorgløst.
- Lento – Langsomt.
- Libitum (ad lib.) – Efter behag.
- Loco – På stedet; ophævelse af et All'ottava.
- Lugubre (fransk) – Sørgelige; uhyggeligt; klagende.
- Lusingando – Indsmigrende.

## M
- M. M.; Maelzels Metronom – Stående over et musikstykke og efterfulgt af en node, et lighedstegn og et tal betegner disse bogstaver et nøjagtigt udmålt tempo. Den angivne nodeværdi svarer til varigheden af én svingning af pendulet i Maelzels metronom, (taktmåler), når det er indstillet på det anførte tal (antal slag pr. minut).
- Maestoso – Majestætisk.
- Maggiore – Dur-tonart.
- Main (fransk) – Hånd. Højre, (venstre), Hånd.
- Marcato – Støt; markeret.
- Martellando – Hamrende.
- Martellato – Hamret; kraftigt anslag.
- Marziale – Krigerisk.
- Meno – Mindre – om tempo.
- Mezzo – Halv.
- Mezzoforte – Halvkraftigt.
- Mezzopiano – Halvsvagt.
- Minore – Moltoneart.
- Misterioso – Mystisk; hemmelighedsfuldt.
- Moderato – Behersket tempo, liggende mellem Allegro og Allegretto.
- Molto – Meget.
- Morando – Tøvende.
- Morendo – Hendøende.
- Mosso – Bevæget; livligt.
- Motetter – Flerstemmig kirkesang, uden instrumental ledsagelse (a cappella).
- Moto – Bevægelse.

## N
- Non – Ikke.
- Non troppo – Ikke for meget.
- Nono – Niende. Se none.

## O
- Octavo – Ottende. Se oktav.
- Ostinato – Vedholdende.
- Opus (Op.) – Efterfulgt af et tal betegnes hermed vedkommende værks nummer i komponistens produktion.
- Ossia – Eller; f. Eks. når komponisten har vedføjet en lettere udførelse af en passage el. l.
- Ouverture (fransk) – Indledningsmusik; Forspil.

## P
- Parlando – Talende. Talenær sang.
- Passione – Lidenskab.
- Pastorale Musikstykke med landlig-idyllisk grundtone.
- Pathétique (fransk) Ophøjet; betagende.
- Perdendosi – Hendøende.
- Pesante – Med vægt.
- Piacevole – Fornøjeligt; sorgløst.
- Piano (p.) – Svagt.
- Piano Pianissimo (ppp.) – Så svagt som muligt.
- Pianissimo (pp.) – Meget svagt-
- Pittoresque: Billedligt
- Più – Mere
- Pizzicato – Knipsende på strengene. Bruges om strygeinstrumenter, hvor strengene normalt ikke knipses.
- Placido – Rolig.
- Poco; poco a poco – Lidt; lidt efter lidt.
- Poco – Lidt.
- Poi – Derefter.
- Pomposo – Pompøst; pragtfuldt.
- Portamento – Med foredrag.
- Portato – Båret. Der spilles hverken legato (sammenhængende toner) eller staccato (med tydelige mellemrum).
- Postludium – Efterspil.
- prestissimo – Meget hastigt
- presto Hastigt
- Prima vista – Fra bladet.
- Prima volta – Første gang.
- Primo – Første.
- Præludium – Forspil.

## Q
- Quasi – Ligesom; efterlignende.
- Quatre mains (q. m.) (fransk) – Firhændig.
- Quatro – Fjerde.
- Quieto – Roligt.

## R
- Rattenuto – tøvende
- Rallentando (rall.) – Kort afsnit med aftagende hastighed, for derefter at returnere til det oprindelige tempo.
- Religioso – Andægtigt eller højtideligt.
- Rinforzando – Pludeligt kraftigere.
- Ritardando – Med aftagende tempo.
- Ritenuto – I tilbageholdt tempo.
- Rapido – Raskt; kvikt.
- Refrain – Omkvæd.
- Rhapsodi – Fantasi over folkemelodier.
- Rigoroso – Taktfast.
- Rinforzando (rf.) – Pludseligt stigende i styrke.
- Risoluto – Beslutsomt.
- Rondo – Livligt musikstykke, hvor der stadig vendes tilbage til et hovedtema.
- Rubato – Frit tempo; frit foredrag.

## S
- Sats – Afdeling af et større musikværk, sonate, Symfoni etc.
- Scherzo – Sats af livlig, spøgende karakter.
- Scherzando – Spøgende.
- Secco – Tørt.
- Secondo – Anden.
- Segno Tegn. – Jfr. al segno.
- Sesto – Sjette.
- Semplice – Ligefrem fordringsløs.
- Sempre – Stedse; hele tiden.
- Sentimento – Følelse.
- Senza – Uden.
- Serenade – Aftenmusik.
- Serioso – Alvorligt; højtideligt.
- Sereno – Muntert.
- Serio – Alvorsfuldt.
- Settimo – Syvende.
- Sforzato – Stærkt betonet.
- Sforzato (sf.) – Stærk fremhævelse af den særlig betegnede node.
- Simile – Vedblivende på samme måde (for at undgå vedholdende brug af accentueringstegn o.l.
- Slentando – Langsommere.
- Smorzando – Hendøende.
- Solo – Alene.
- Solenne – Alvorligt.
- Sonate – Musikstykke i flere afdelinger, opbygget og tematisk behandlet efter faste regler.
- Sonatine – Lille Sonate.
- Sonore – Klangfuldt.
- Sopra; come sopra – Som ovenfor.
- Sospiro – En halv takts pause.
- Sostenuto – Udholdt
- Sotto voce – Dæmpet; med halv stemme.
- Sostenuto – Udholdt; noget lignende Andante.
- Spirituoso; con spirito – åndfuldt; vittigt; kvikt.
- Staccato (stacc.) – Kort; adskilt; afsnubbet.
- Stretto – Ilende.
- Stringendo – Ilende.
- Subito – Pludselig overraskende.
- Symfoni – Orkesterværk i sonatestil.

## T
- Tenuto – Udholdt
- Tranquillo – Roligt
- Tanto – Meget.
- Tone nummerering:

- 1	Primo	(Grundtone)
- 2	Secondo
- 3	Terzo
- 4	Quattro
- 5	Quinto
- 6	Sesto
- 7	Settimo
- 8	Ottavo
- 9	Nono
- 11	Undicesimo
- Tarantel – Italiensk dans; musikstykke, efterlignende en sådan i rytme og tempo.
- Tenuto – Udholdt.
- Terzo – Tredje.
- Terzet – Komposition for tre selvstændige sangstemmer.
- Tranquillo – Roligt.
- Tremolo; tremolando – Bævende; vibrerende.
- Trio – Komposition for tre selvstændige instrumenter. Betegner også den cantabile midtersats i en scherzo, march e.l.
- Triol – Tre lige lange noder, der skal spilles i to noders tid.
- Troppo – For meget.
- Tutti – Alle; forekommer ofte i klaverudtog af symfonier for at betegne, at her spilles af det fulde orkester.

## U
- Undicesimo – Ellevte.
- Unisono (Unison) – I enklang, det vil sige med samme melodi i alle stemmerne.
- Uno – En.

## V
- Veloce – Hurtige; behændigt.
- Vibrato – Bævende.
- Vigoroso – Kraftigt; beslutsomt.
- Vivace – Livligt.
- Vivo – Friskt.
- Volti – Vend (nodebladet).
- Volti subito – Vend hurtig.

## Z
- Zoppo – Haltende.

## Eksterne Links
- http://musikordbogen.dk/musik/ Arkiveret 10. februar 2007 hos  Wayback Machine